# United States Navy Fighter Weapons School

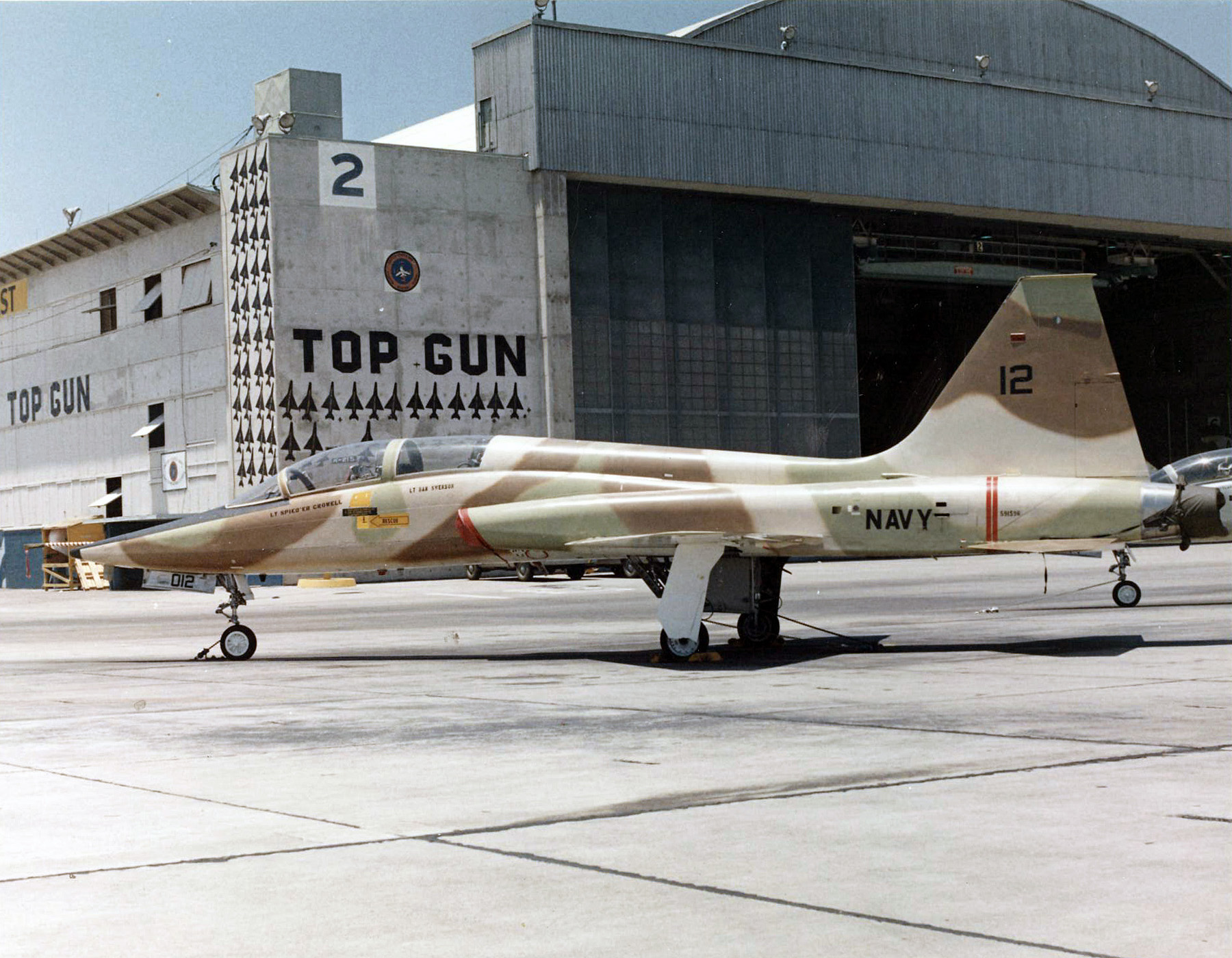
US Navy Northrop DT-38A in der United States Navy Fighter Weapons School „Top Gun“ (1974)

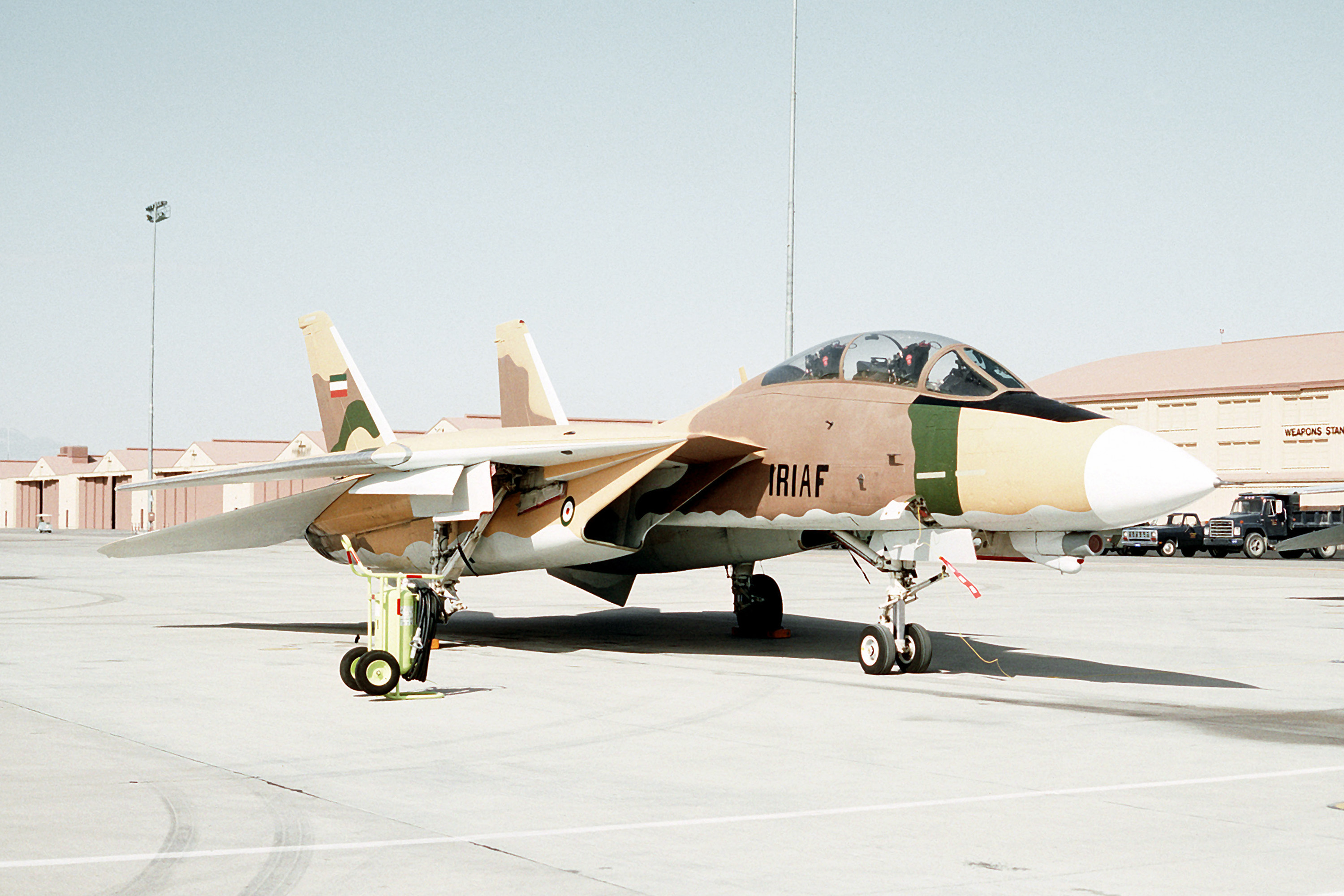
Eine F-14, für TOPGUN in iranischer Farbgebung

Die United States Navy Fighter Weapons School, besser bekannt als TOPGUN, ist die Elite-Jagdflugschule der United States Navy und war bis 1996 auf der ehemaligen Naval Air Station Miramar (heute: Marine Corps Air Station Miramar) im Vorort Miramar der Stadt San Diego, Kalifornien, beheimatet.
TOPGUN wurde am 3. März 1969 gegründet, um Piloten Lufttaktik beizubringen und damit den relativ schlechten Leistungen der Jagdflieger im Vietnamkrieg zu begegnen. Dabei wurde erstmals das sogenannte dissimilar training eingeführt, bei dem die amerikanischen Piloten nicht wie üblich gegen ein Flugzeug des Typs kämpften, das sie selbst flogen, sondern gegen kleinere Flugzeuge, wie die Sowjetunion sie betrieb. Die Besatzungen der F-4 Phantom II kämpften bei TOPGUN gegen A-4 Skyhawk (die Unterschallflugzeuge simulierte) und die F-5E Tiger II, die Überschallgegner mimte. Der erste Kommandeur von TOPGUN war Ronald Eugen „Mugs“ McKeown (1939–2015).
In den 1970er und 1980er Jahren wurde die F-4 durch die F-14 Tomcat und die F/A-18 Hornet ersetzt. Als modernere Gegner wurden unter anderen die BAE Hawk und die F-16 Fighting Falcon eingesetzt, aber auch die F-14 selbst, da sie einerseits von iranischen Piloten geflogen wurde und andererseits auch der Su-27 Flanker recht ähnlich war.
In den 1990er Jahren wurde TOPGUN zusätzlich auf Bodenangriffe ausgerichtet, um der Multi-Mission-Rolle der Trägerflugzeuge gerecht zu werden. 1996 wurde TOPGUN in das Naval Strike and Air Warfare Center (heute: Naval Aviation Warfighting Development Center) eingegliedert und auf die Naval Air Station Fallon nach Fallon, Nevada verlegt.
Allgemein bekannt wurde TOPGUN vor allem durch den Film Top Gun – Sie fürchten weder Tod noch Teufel (1986) und das Sequel Top Gun: Maverick (2022), jeweils mit Tom Cruise in der Hauptrolle.